# Tracee Ellis Ross
Tracee Ellis Ross, nata Tracee Joey Silberstein (Los Angeles, 29 ottobre 1972), è un'attrice statunitense, nota principalmente per la sua interpretazione nell'acclamata serie televisiva Black-ish, grazie alla quale si aggiudica il Golden Globe per la miglior attrice in una serie commedia o musicale nel 2017.

## Biografia
Figlia della celeberrima cantante afroamericana Diana Ross e del suo primo marito, Robert Ellis Silberstein, un manager musicale statunitense di origine ebraica, è diventata famosa verso la fine degli anni novanta con partecipazioni a vari film, ma la conferma ed il successo sono arrivati con la serie televisiva Girlfriends e con film come Incinta o... quasi. Nel 2014 prende parte al cast di Black-ish, dove interpreta Rainbow Johnson.

## Filmografia

### Cinema
- Far Harbor, regia di John Huddles (1996)
- Sue, regia di Amos Kollek (1997)
- A Fare to Remember, regia di James Yukich (1998)
- Avviso di chiamata (Hanging Up), regia di Diane Keaton (2000)
- In the Weeds, regia di Michael Rauch (2000)
- I-See-You.Com, regia di Eric Steven Stahl (2006)
- Daddy's Little Girls, regia di Tyler Perry (2007)
- L'assistente della star (The High Note), regia di Nisha Ganatra (2020)
- Cold Copy, regia di Roxine Helberg (2023)
- American Fiction, regia di Cord Jefferson (2023)

### Televisione
- Race Against Fear, regia di Joseph L. Scanlan – film TV (1998)
- Girlfriends – serie TV, 172 episodi (2000-2008)
- Second Time Around – serie TV, episodio 1x09 (2004)
- Life Support, regia di Nelson George – film TV (2007)
- Incinta o... quasi (Labor Pains), regia di Lara Shapiro – film TV (2009)
- Private Practice – serie TV, episodio 3x21 (2010)
- CSI - Scena del crimine (CSI: Crime Scene Investigation) – serie TV, 8 episodi (2011)
- Five, registi vari – film TV (2011)
- Reed Between the Lines – serie TV, 25 episodi (2011)
- Bad Girls, regia di John Dahl – film TV (2012)
- Black-ish – serie TV, 164 episodi (2014-2022)
- Grown-ish – serie TV, guest star (2018-in corso)
- Mixed-ish – serie TV, narratrice (2019-2021)

## Doppiatrici italiane
Nelle versioni in italiano delle opere in cui ha recitato, Tracee Ellis Ross è stata doppiata da:
- Tiziana Avarista in Black-ish, The Premise - Questioni morali, Grown-ish, Mixed-ish
- Antonella Baldini in American Fiction, Black Mirror
- Silvia Pepitoni in Girlfriends (st. 1)
- Marina Tagliaferri in Girlfriends (st. 2-8)
- Ilaria Giorgino in Incinta o... quasi
- Claudia Razzi in Private Practice
- Laura Romano in CSI - Scena del crimine
- Laura Boccanera ne L'assistente della star